# Szalárdi Mór
Rákosfalvi Szalárdi Mór, született Spitzer (egyes forrásokban Szalárdy; Óbuda, 1851. április 13. – Budapest, Erzsébetváros, 1914. október 18.) magyar orvos, egyetemi magántanár. Nagy érdeme a hazai lelencügy és gyermekmenhelyek intézményes megszervezése. Érdemeiért magyar nemességet kapott rákosfalvi előnévvel.

## Életútja
Spitzer Bernát kereskedő és Meitner Fanni fiaként született. A pesti IV. kerületi főgimnáziumban érettségizett, majd Bécsben és Párizsban végzett orvosi tanulmányokat, végül 1874-ben Bécsben avatták orvosdoktorrá. 1876-tól Budapesten a Szent Rókus Kórházban dolgozott. Spitzer családi nevét 1877-ben változtatta Szalárdira. 1881-ben szerzett egyetemi magántanári képesítést. A gyermekhalandóság ellen irányuló küzdelemre ő hívta föl a figyelmet cikkeivel és röpirataival. 1884-ben megalapította a Fehér Kereszt országos lelencházegyesületet. 1885-ben Bánóczi József és Alexander Bernát mellett részt vett a Fehér Kereszt gyermekkórház (ma Semmelweis Egyetem Tűzoltó Utcai II. Sz. Gyermekgyógyászati Klinika) alapításában. 1898-ban Széll Kálmán akkori miniszterelnök a lelencegyesületre bízta a gyermekvédelem országos megszervezését, az elhagyott gyermekek gondozását. 1902-től az általa megszervezett állami gyermekmenhely igazgatóhelyettese és főorvosa volt. Ebben az időben a gyermekvédelem már 17 ezer gyermekre terjedt ki. Szalárdi képviselte a gyermekvédelem ügyét külföldi kongresszusokon is. Érdemei elismeréséül a király a koronás arany érdemkereszttel tüntette ki. Felesége Földiák Anna volt, akivel 1883. november 12-én kötött házasságot Budapesten.
Sírja a Kozma utcai izraelita temetőben található.

## Családja
Felesége Földiák Anna volt, Földiák Simon és Kohn Fanni lánya, akivel 1883. november 12-én kötött házasságot Budapesten.
Gyermekei:
- Szalárdi Borbála (1885–?). Férje Szegvári István (1870–1936) sebész, államvasúti főorvos.
- Szalárdi Béla Bernát (1887–?) gépészmérnök. Felesége Hofer Mária (1896–?).

## Főbb művei
- A társadalom árvái (Orvosi Hetilap,  1876)
- A közárvaház és a gyermekhalandóság Magyarországon, 4 táblával (Budapest, 1879)
- Halandóság a csecsemőkórházakban (Budapest, 1898)
- A csecsemők mesterséges táplálkozása, különös tekintettel a lelenczekre (Budapest, 1899)
- Les enfants abandonnés (Paris, 1900)
- A lelencügy (Budapest, 1902)
- Intézeti gyermekápolás (Budapest, 1903)

## Emlékezete
- Nevét utca őrzi Budapest XX. kerületében